# Hexanoat d'etil
L'hexanoat d'etil és l'èster resultant de la condensació de l'àcid hexanoic amb l'etanol. Té una agradable olor de pinya.